# 네이버 지식백과
네이버 지식백과는 네이버가 운영하는 서비스이다. 네이버 어학사전, 번역기와 함께 네이버 사전 서비스를 이룬다. 단일 백과사전이 아닌 여러 사전들을 종합 제공하는 방식을 취하고 있다.
2000년에 최초로 시작되어 2011년 '지식사전'으로 이름을 바꾼 뒤, 2012년에는 다시 현재의 이름으로 다시 개명하여 2024년 10월 15일을 기준으로 약 2,500개의 전문사전과 420만 개의 표제어가 등록되어 있다.

## 기능
네이버 지식백과는 위키백과와는 달리 여러 가지의 백과사전과 전문사전을 데이터베이스로 모아 제공하는 서비스로, 여러 갈래의 사전으로 나뉘어 있기에 사전별 표제어 보기도 제공되고 있다. 대한민국의 대표 백과사전인 <두산동아백과사전> (36만 건), <한국민족문화대백과사전> (7만 건), <한국민속대백과사전> (6,000건)을 비롯, 2,700건의 전문 사전을 서비스하고 있다.
이와 더불어 '미술작품' 기능은 위키미디어 커먼즈, 프랑스국립박물관연합 등 국내외에 공개된 유수의 예술작품 DB (17만 건)를 구축하여, 작품의 사진과 간단한 기본 정보를 제공하고도 있다.

## 같이 보기
- 네이버 사전
- 두산동아백과사전
- 한국어 위키 목록